# Сарихобда
Сарихобда́ (каз. Сарықобда) — село у складі Алгинського району Актюбінської області Казахстану. Адміністративний центр Сарихобдинського сільського округу.
В Радянські часи село називалось Бесарабка.
Населення — 381 особа (2021; 428 у 2009, 813 у 1999, 845 у 1989).